# Linz-Land
Linz-Land är ett distrikt (Bezirk) i det österrikiska  förbundslandet Oberösterreich. Dess huvudort är Linz som dock inte ingår i distriktet då den är en stad med egen statut, det vill säga en stadskommun där stadsförvaltningen även sköter distriktsuppgifterna. 
Distriktet delas in i fyra stadskommuner, sju köpingskommuner och elva kommuner:

Kommunerna i distriktet Linz-Land

Stadskommuner (Stadtgemeinden):
- Ansfelden
- Enns
- Leonding
- Traun

Köpingskommuner (Marktgemeinden):
- Asten
- Hörsching
- Kronstorf
- Neuhofen an der Krems
- Pucking
- Sankt Florian
- Wilhering

Kommuner (Gemeinden):
- Allhaming
- Eggendorf im Traunkreis
- Hargelsberg
- Hofkirchen im Traunkreis
- Kematen an der Krems
- Kirchberg-Thening
- Niederneukirchen
- Oftering
- Pasching
- Piberbach
- Sankt Marien